# Будівля греко-боснійської дружби
Будівля греко-боснійської дружби (сербохорв. Zgrada prijateljstva između Grčke i Bosne i Hercegovine/Зграда пријатељства између Грчке и Босне и Херцеговине, грец. Κτήριο Φιλίας Ελλάδας Βοσνίας-Ερζεγοβίνης) — 20 поверхова офісна будівля в Сараєво, Боснія і Герцеговина. У будівлі розміщена Рада міністрів Боснії та Герцеговини. Його часто помилково називають будівлею парламенту. Це пов'язано з його близькістю до 5-поверхового будинку парламенту, який прилягає до будівлі греко-боснійської дружби.

## Історія
Будівля була завершена в 1974 році в югославський період і була зайнята урядом Соціалістичної Республіки Боснія і Герцеговина Спочатку будинок називався Будівлею виконавчої ради (Zgrada Izvršnog Vijeća) та був головною урядовою будівлею в Боснії та Герцеговині, поки не зазнав значних пошкоджень від сербських обстрілів у травні 1992 року в перші кілька тижнів облоги Сараєво, яка була частиною Боснійської війни. Після закінчення війни будівля була покинута і залишалася пустувати до початку реконструкції в 2006 році.

## Реконструкція
У 2006 році уряд Греції забезпечив 80,4 % фінансування для реконструкції будівлі. Загальна вартість проекту склала 17 057 316 євро. Реконструкція була завершена грецькою компанією DOMOTECHNIKI SA трохи більше ніж за рік, а будівлю урочисто відкрили 23 липня 2007 року прем'єр-міністром Греції та Президентом Боснії та Герцеговини.

## Галерея

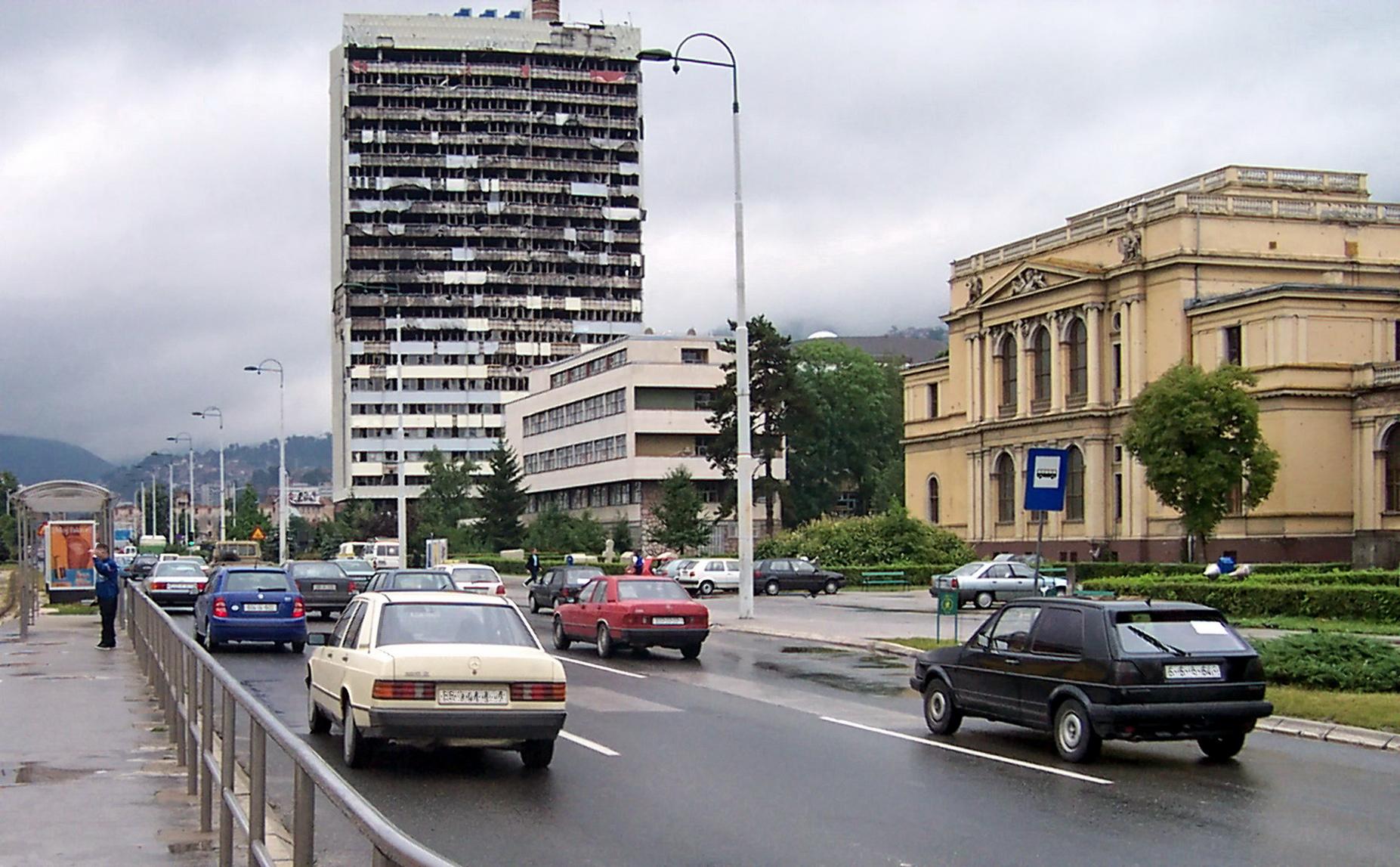